# Белецкий, Вячеслав Константинович
Вячесла́в Константи́нович Беле́цкий (29.07.1895—11.12.1979) — патологоанатом, нейрогистолог, доктор медицинских наук, профессор эмбриологии, гистологии и патологической анатомии,

## Биография и научный вклад
Родился в Санкт-Петербурге 29 июля 1895 года.
Ещё гимназистом, а затем студентом Петербургского университета принимал участие в деятельности нелегальной ученической политической организации, за что был отчислен из университета. Вступил в партию социал-революционеров интернационалистов. В 1915 году был арестован и освобождён только после октябрьской революции 1917 года. Был избран членом Петербургского Совета рабочих и солдатских (крестьянских) депутатов. Служил в Красной армии (в 50-й стрелковой дивизии и политотделе при штабе Северо-Кавказского Военного округа в Ростове-на-Дону).
В 1919 году был зачислен в Саратовский медицинский институт, затем был переведён в Ростовский мединститут, откуда перешёл в Московский медицинский институт (медицинский факультет 1-го МГУ, с 1930 года — 1-й ММИ), окончив его в 1924 году. Два года был прозектором, работал в Курской психиатрической больнице. С 1926 года работал старшим научным сотрудником лаборатории патоморфологии нервной системы Центрального института психиатрии Наркомздрава РСФСР под руководством профессора П. Е. Снесарева. В этот же период специализировался по патологической анатомии на кафедре профессора В. Т. Талалаева и в 1939 году защитил докторскую диссертацию на тему «Норма и патология мезоглии», которая до настоящего времени представляет собой уникальное исследование мезенхимальной стромы центральной нервной системы).
В 1930—1932 годах был заведующим лаборатории патологической анатомии нервной клиники 1-го ММИ. С 1932 года возглавлял лабораторию патологической анатомии Московской областной нервно-психиатрической клиники, а в 1933 году стал ещё и заведующим лабораторией патоморфологии нервной системы Центрального института психиатрии Наркомздрава РСФСР. Энергичный, талантливый исследователь, он объединил вокруг себя группу активных молодых исследователей, таких как А. П. Авцын, О. В. Кебриков, А. М. Степанян-Тараканова, Е. И. Тараканов, ставших в дальнейшем видными учёными.
С 1940 по 1945 год он работал на возглавляемой М. А. Бароном кафедре гистологии и эмбриологии 1-го ММИ (ассистент в 1940—1942 гг., доцент с 1944 года) и в 1940 году продолжал специализироваться на кафедрах патологической анатомии под руководством И. В. Давыдовского и М. А. Скворцова. С 1942 года до конца войны был начальником патологоанатомического отделения Центральной клинической больницы Министерства путей сообщения, служившей эвакогоспиталем, а также — Главным патологоанатомом Главного санитарного управления МПС.
В 1945—1952 годах был руководителем отдела анатомии и эмбриологии человека Института морфологии человека АМН СССР. С 1948 года — профессор эмбриологии, гистологии и патологической анатомии.
В 1952 году переехал в Рязань вместе с коллективом 3-го московского медицинского института, где организовал и возглавил кафедру патологической анатомии Рязанского медицинского института им. И. П. Павлова; с 1954 года заведовал кафедрой патологической анатомии института.
С 1971 по 1973 годы являлся консультантом, а с 1974 года и до своей смерти руководил научно-исследовательской лабораторией Рязанского медицинского института. Среди его учеников были профессора Ю. В. Постнов, Т. Н. Никоненко, В. И. Елисеенко, В. Г. Папков, К. Л. Салбиев, Б. И. Глуховец, А. Ф. Астраханцев.
В. К. Белецкий был почётным членом Всесоюзных обществ патологоанатомов, анатомов, гистологов и эмбриологов, членом редакционных советов журналов «Архив патологии», «Вопросы ревматизма».
Круг его научных интересов был широк: морфология нервной системы, патология психических заболеваний, инфекционных процессов, военной травмы, онкологии, в частности нейроонкологии. Он обосновал и последовательно отстаивал положение о разнородности глии, в которой различал две ткани: собственно нейроглию (одну из частей паренхимы ЦНС) и мезоглию — ретикулярную (соединительнотканную) строму, включающую клетки Гортеги (гистиоциты или дендритные макрофаги), а по его мнению, и олигодендроциты. Им доказано, что астроцитарная глия выполняет не стромальную, а органоспецифическую функцию в общей морфо-функциональной организации ЦНС. Внёс существенный вклад в технику гистологического исследования нервной системы. Например — методы выявления гистиоцитов в препаратах нервной ткани и различных органов с помощью аммиачного серебра или пиридиново-содовых растворов серебра (Методы Белецкого).
Важными являются результаты исследований самоиннервации центральной нервной системы. Проведенные с этих позиций исследования прогрессивного паралича, опубликованные в Германии на страницах «Вирховского архива» (1931—1933 гг.), стали классическими. Он описал один из вариантов злокачественных опухолей мозга — мезоглиому, или саркому ЦНС. Данные его исследований позволили разграничить ревматические психозы и шизофрению. Большим разделом его исследований было изучение внутриорганной самоиннервации ЦНС. Оказалось, что огромное количество симпатических волокон проникает в мозг через корешковые и симпатические нервы. Исследования его учеников показали, что эта внутриорганная вегетативная система связана с ретикулярной формацией ствола мозга и иннервирует не только все внутренние органы, но и вещество мозга, его оболочки и сосуды через периферические нейроны и непосредственно интраорганно.
Развивая исследования В. Т. Талалаева, В. К. Белецкий провёл систематическое изучение патологической анатомии и патогенеза ревматизма. Первое исследование было проведено при участии А. П. Авцына и посвящалось изучению ЦНС при остром ревматизме у детей и его рецидивах у взрослых. Авторы показали возникновение в веществе головного мозга гистиоцитарных гранулём Ашоффа-Талалаева и описали гранулёматозный ревматический энцефалит. Итогом исследования ревматизма явились описание первичного ревматического комплекса, выявление лимфогенного плацдарма для начала развития процесса в сердце и как результат этого — ревматический гранулёматозный лимфангит. Одним из косвенных доказательств является постоянное присутствие ревматических гранулём в эндокарде, где отсутствуют кровеносные и присутствуют только лимфатические сосуды.
Написал более 200 научных работ, в том числе 6 монографий и учебных руководств<, в том числе: «Патоморфология психозов» (Рязань, 1968). Под его руководством защищено 47 кандидатских и 9 докторских диссертаций. Был награждён медалями и значком «Отличнику здравоохранения».
Скончался 11 декабря 1979 года в Рязани на 85-м году жизни. Похоронен на Сысоевском кладбище в г.Рязани.

## Память
- 13 ноября 2015 года на здании шестого корпуса Государственного бюджетного учреждения Рязанской области «Клиническая больница им. Н.А.Семашко» состоялось торжественное открытие мемориальной доски в честь профессора Вячеслава Белецкого. На установленной доске надпись — «В этом здании с 1954 по 1974 гг. работал видный российский ученый-патологоанатом, нейроморфолог с мировым именем, профессор Вячеслав Константинович Белецкий».